# Narcine
Narcine là một chi cá đuối điện nhiều chấm trong họ Narcinidae thuộc Bộ cá đuối điện

## Các loài
Hiện hành có 21 loài được ghi nhận trong chi này:
- Narcine atzi M. R. de Carvalho & J. E. Randall, 2003 (Atz's numbfish)
- Narcine baliensis M. R. de Carvalho & W. T. White, 2016 [3]
- Narcine bancroftii (E. Griffith & C. H. Smith, 1834) (Lesser electric ray)
- Narcine brasiliensis (Olfers, 1831) (Brazilian electric ray)
- Narcine brevilabiata Bessednov, 1966 (Short-lip electric ray)
- Narcine brunnea Annandale, 1909 (Brown numbfish)
- Narcine entemedor D. S. Jordan & Starks, 1895 (Giant electric ray)
- Narcine insolita M. R. de Carvalho, Séret & Compagno, 2002 (Madagascar numbfish)
- Narcine lasti M. R. de Carvalho & Séret, 2002 (Western numbfish)
- Narcine leoparda M. R. de Carvalho, 2001 (Leopard electric ray)
- Narcine lingula J. Richardson, 1846 (Chinese numbfish)
- Narcine maculata (G. Shaw, 1804) (Dark-finned numbfish)
- Narcine nelsoni M. R. de Carvalho, 2008 (Eastern numbfish)
- Narcine oculifera M. R. de Carvalho, Compagno & Mee, 2002 (Big-eye electric ray)
- Narcine ornata M. R. de Carvalho, 2008 (Ornate numbfish)
- Narcine prodorsalis Bessednov, 1966 (Tonkin numbfish)
- Narcine rierai (Lloris & Rucabado, 1991) (Slender electric ray)
- Narcine tasmaniensis J. Richardson, 1841 (Tasmanian numbfish)
- Narcine timlei (Bloch & J. G. Schneider, 1801) (Spotted numbfish)
- Narcine vermiculatus Breder, 1928 (Vermiculate electric ray)
- Narcine westraliensis McKay, 1966 (Banded numbfish)